# Hoa Tâm
Hoa Tâm (1906 – 1986) là một nghệ nhân chèo Việt Nam. Được phong tặng danh hiệu Nghệ sĩ nhân dân vào năm 1984.
Hoa Tâm tên thật là Vũ Thị Định, sinh năm 1906, quê ở xã Mai Động, huyện Kim Thi, Hưng Yên. Bà sinh ra trong một gia đình nông dân, cha mất từ sớm. Năm 15 tuổi, bà theo phường chèo của ông Trùm Châu học nghề chèo. Vai chèo đầu tiên của bà là vai Nghi Xuân trong Phạm Công Cúc Hoa. Năm 1925, phường Trùm Châu chuyển ra Hải Phòng thuê rạp hát ở dãy Tám gian. Từ đây, Đào Định (nghệ danh của Hoa Tâm lúc này) trở thành đào hát nổi tiếng, diễn chèo và cả tuồng. Khách quen gọi cô Định là Minh Tâm rồi thành Hoa Tâm. Hoa Tâm đóng cả những vai đào chín như Thị Kính, Thị Phương lẫn đào lệch như Đào Huế, Thị Màu, Xuý Vân... Ngoài ra bà còn nổi tiếng cả những vai tuồng Điêu Thuyền (trong Phụng Nghi Đình), Bàng Quý Phi (trong Tra án Bàng Quý Phi), Đào Tam Xuân (trong Trảm Trịnh Ân).
Đến thập niên 1940, do vật giá leo thang, gánh Trùm Châu làm ăn thất bát rồi tan rã. Hoa Tâm và những thành viên trong gánh cũ tách ra lập thành gánh mới mang tên "Gánh hát Đồng Tâm" do Hoa Tâm làm chủ gánh. Ngoài những người cũ, gánh còn quy tụ cả những nghệ sĩ nổi tiếng như Ba Cao, Ba Tuyên, Đức Ngà, Phụng Nhung, Dịu Hương, Năm Ngũ,... Gánh Đồng Tâm đi lưu diễn nhiều nơi, thường trụ lại ở rạp Kim Mã, Hà Nội, diễn chủ yếu chèo cổ và tuồng, song song với chèo cải lương của Lý Nghị (Nguyễn Đình Nghị) đang rất thịnh hành vào thời kỳ này. Năm 1944, gánh Đồng Tâm tan rã, Hoa Tâm gia nhập gánh Đan Thanh của Nguyễn Đình Nghị. Năm 1946, bà lập lại gánh Đồng Tâm, đi lưu diễn phục vụ các phong trào sản xuất, bình dân học vụ (như các tích Anh Đẩu tòng quân, Bà Bá đóng thuế nông nghiệp, Lấy chồng biết chữ là tiên,...). Năm 1950, bà cùng gánh trở lại Hà Nội diễn tại rạp Lạc Việt, tập hợp thêm những nghệ nhân như Trùm Thịnh, Minh Lý, Tư Liên, Hoàng Lìu, Lý Hi (cháu ông Nguyễn Đình Nghị),... diễn cả chèo cổ, chèo cải lương và tuồng.
Năm 1954, hoà bình lập lại, rạp Lạc Việt đổi thành Đoàn chèo Lạc Việt, tham dự Đại hội văn công toàn quốc. Sau đó Đoàn Lạc Việt lại đổi thành Đoàn chèo Kim Lan. Năm 1964, Đoàn chèo Kim Lan lại đổi tên thành Đoàn chèo Hà Nội rồi nhập lại với Đoàn chèo Quân đội nhân dân. Hoa Tâm là diễn viên chủ chốt đồng thời còn giúp đỡ dạy dỗ nhiều thế hệ diễn viên chèo của đoàn. Giai đoạn sau này, do tuổi tác nên chủ yếu bà đóng các vai mụ, đặc biệt thành công với vai Lý Mẫu trong Thạch Sanh (Việt Dung), Mụ Cám trong Tấm Cám (Lưu Quang Thuận), bà Cả Lợi trong Sợi tơ vàng (Việt Dung),...
Năm 1981, Hoa Tâm được nhà nước Việt Nam tặng thưởng Huân chương Lao động hạng Ba. Năm 1984, bà được trao tặng danh hiệu Nghệ sĩ nhân dân vào đợt đầu tiên. Bà qua đời vào năm 1986.